# 베티 포드
엘리자베스 앤 "베티" 포드(영어: Elizabeth Ann "Betty" Ford, 이전성 블루머(Bloomer), 1918년 4월 8일 ~ 2011년 7월 8일)는 미국의 제38대 대통령인 제럴드 포드의 부인이다.

## 생애

### 어린 시절

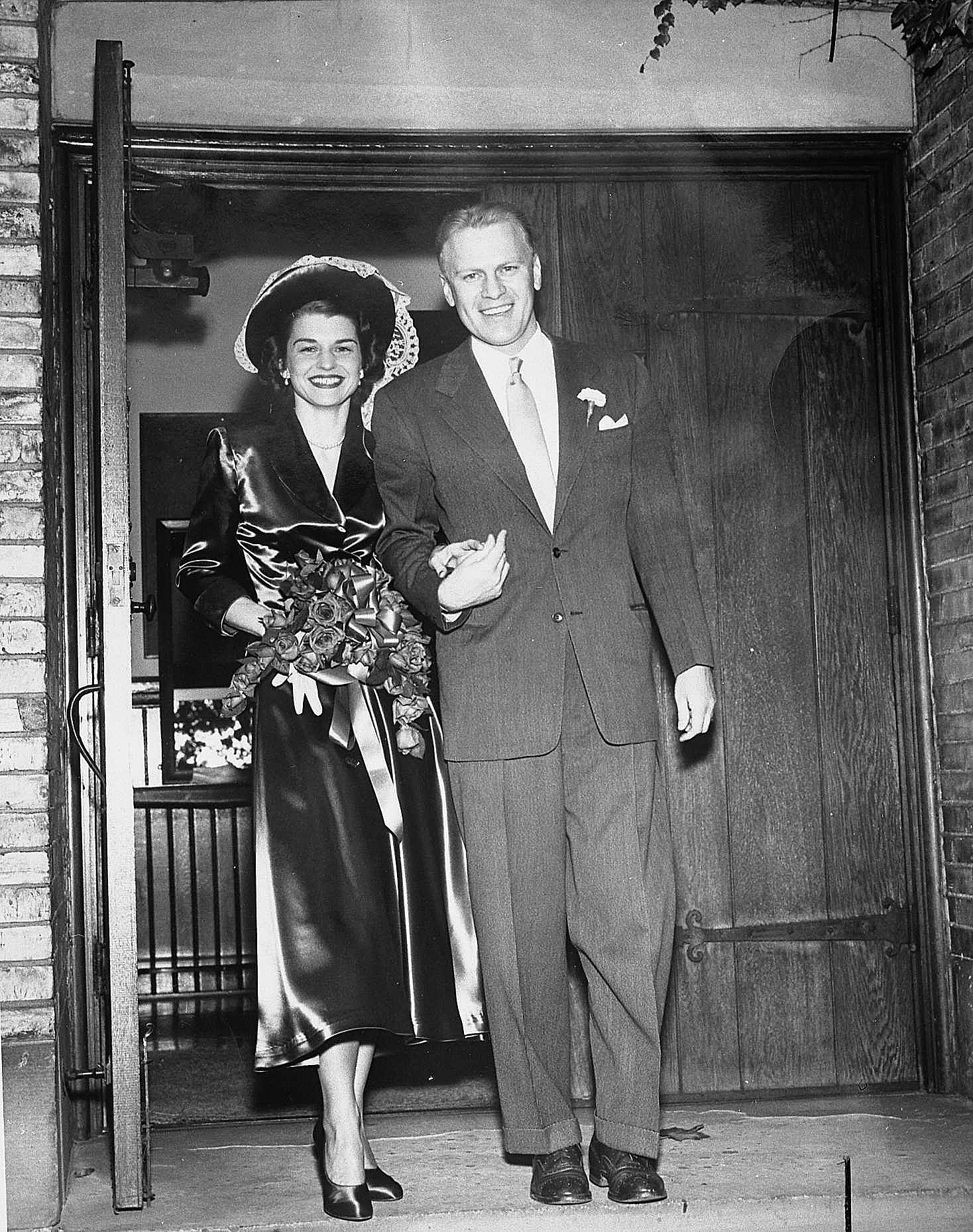
1948년 제럴드 포드와 결혼식에서

일리노이주 시카고에서 태어나 미시간주 그랜드래피즈에서 성장하였다. 넉넉하지 못한 집안 형편으로 상점 점원, 모델, 무용수 등으로 활동하였고, 워런(Warren)이라는 남성과 결혼하였으나, 1947년 이혼하였다.
첫 번째 남편과 이혼한 후, 그 다음해인 1948년 그랜드래피즈에서 연방 하원의원 선거에 출마한 제럴드 포드와 재혼하였다. 하원의원 선거 출마자와 전직 무용수 출신의 이혼녀와의 결혼으로 화제를 모았으나, 제럴드 포드는 무난히 당선되었으며, 이후 제럴드는 1973년 부통령이 될 때까지 연속으로 도합 13차례나 당선되었다.

### 영부인 시절

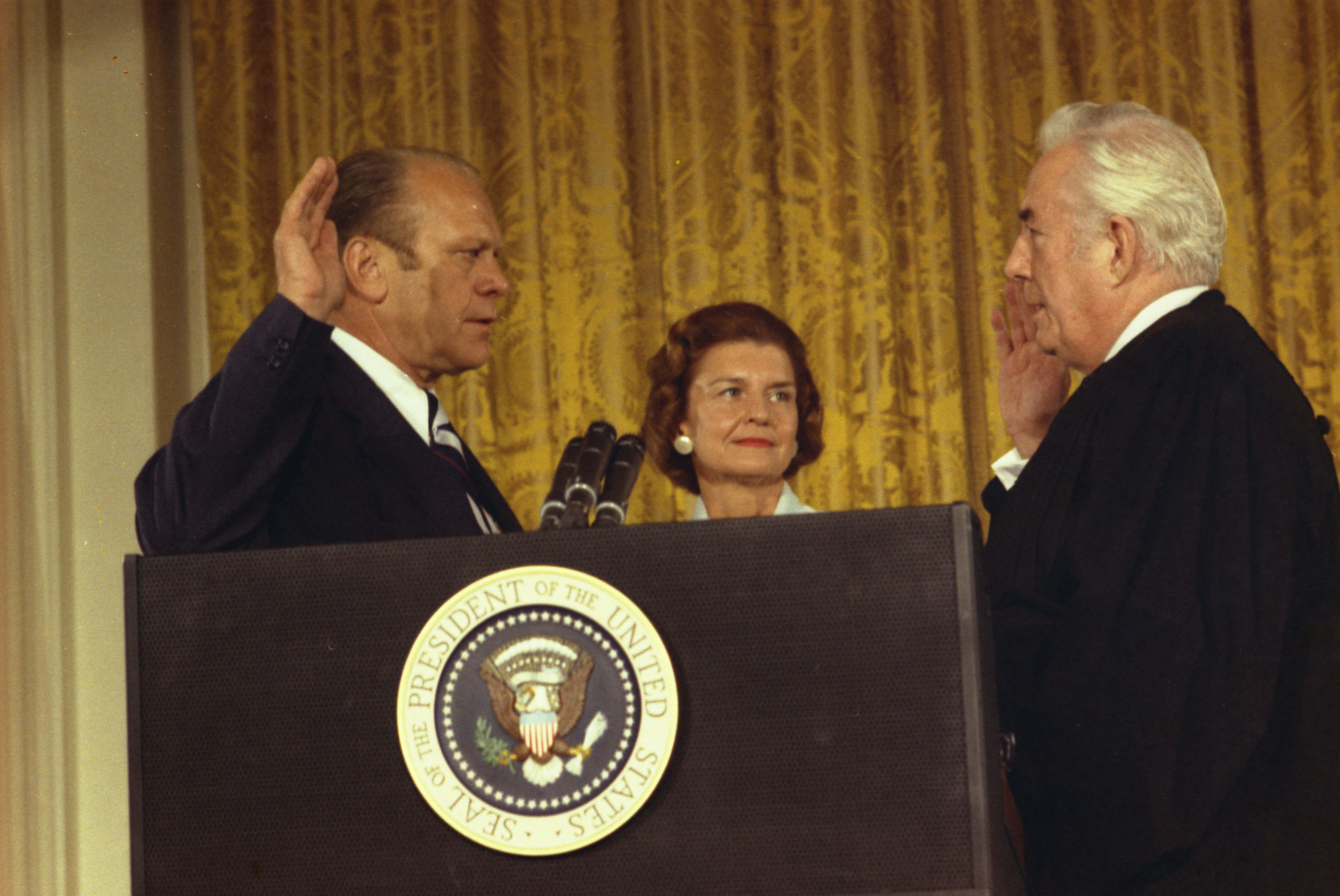
제럴드 포드 부통령이 베티 포드가 지켜보는 가운데 백악관 이스트룸에서 워렌 버거 대법원장에 의해 제38대 미국 대통령으로 취임했다.

1973년 리처드 닉슨 대통령은 남편 제럴드 포드를 부통령으로 임명했고, 1974년 8월 닉슨 대통령이 사임하자, 남편이 대통령으로 취임하게 되어 베티 포드는 영부인이 되었다. 그러던 중 그는 유방암에 걸려 투병생활 중이라는 사실을 국민들에게 솔직하게 공개하여, 미국에서 유방암 문제를 환기시키는 데 기여하였다. 그녀의 유방암은 완치되었으나, 남편은 1976년 대통령 선거에서 패배하였다. 그녀가 유방암 문제를 공개한 것이 남편의 선거 패배에 일조한 것이라는 비난마저 있는 등 선거 패배에 따른 심적 부담을 견디지 못한 그는 알코올과 약물에 의존하며 지냈다. 그러나 용기있게 이를 극복하기로 하고, 알코올 중독 사실을 공개하고, 치료를 받겠다고 선언하였다.

### 이후의 세월

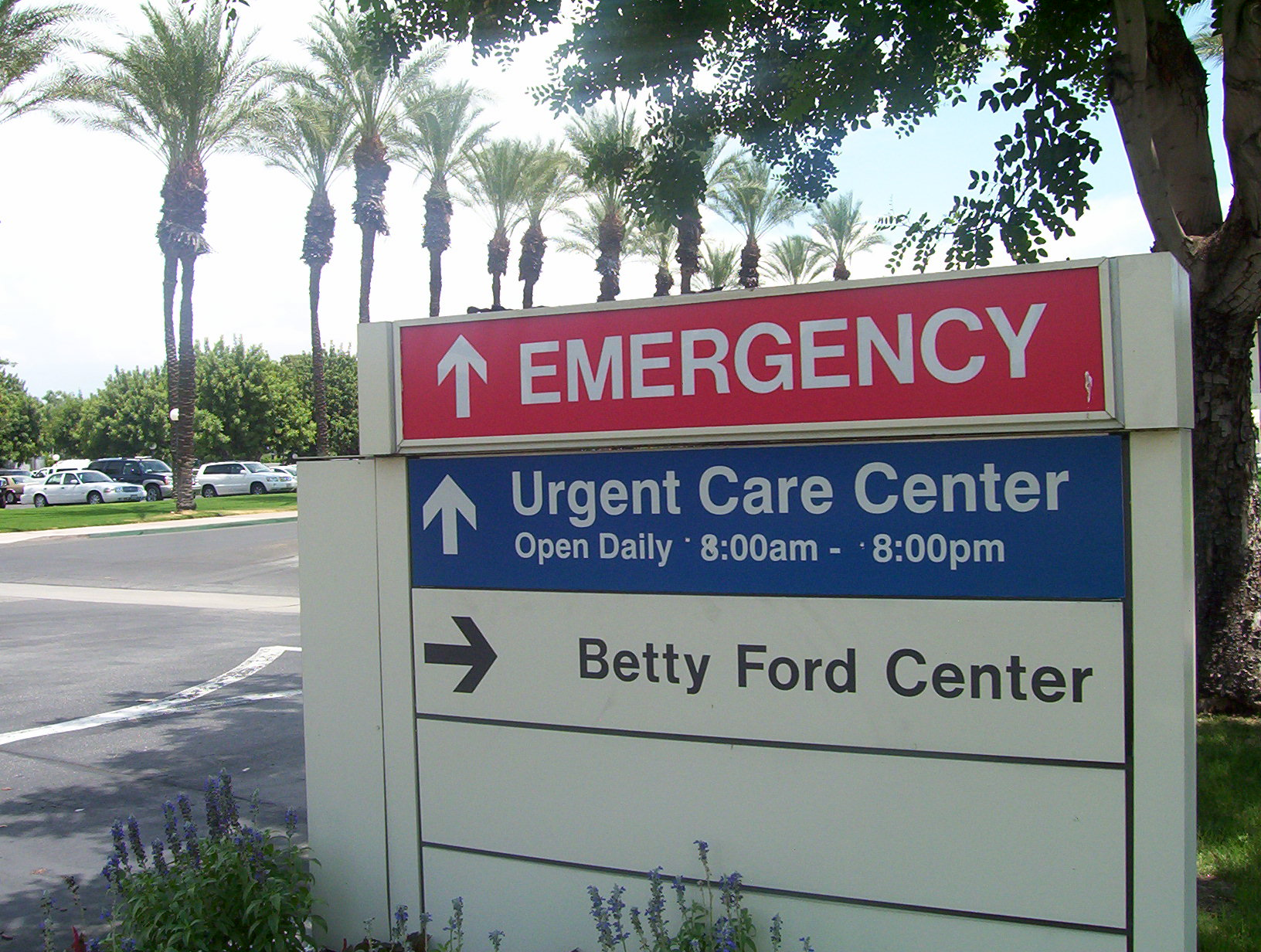
베티 포드 센터(캘리포니아주 랜초미라지)

알코올 중독에서 회복한 후 포드 부부는 캘리포니아주 랜초 미라지로 이주하여, 1982년 그곳에 알코올·약물 의존증자 재활센터인 베티 포드 센터를 설립하여 사회운동에 헌신하였다. 이러한 공로로 그는 1991년 최고의 훈장인 대통령 자유메달을 받았다.베티 포드 센터에는 5만 명 이상이 거쳐 갔으며, 미국 내 최고 재활센터 중 하나로 꼽힌다.

### 사망
남편이 사망한지 5년 후, 2011년 7월 8일 랜초 미러지의 아이젠하워 진료소에서 93세의 일기로 눈을 감았다.
시신이 그랜드래피즈로 옮겨져 남편 옆에 안장되었다.

## 같이 보기
- 제2세대 여성주의